# Gare d'Orbec
La gare d'Orbec est une ancienne gare ferroviaire de la ligne de La Trinité-de-Réville à Lisieux, située sur la commune d'Orbec, dans le département du Calvados en région Normandie.

## Situation ferroviaire
Établie à 113 mètres d'altitude, la gare d'Orbec était située au point kilométrique (PK) 14,8 de la ligne de La Trinité-de-Réville à Lisieux, entre les haltes de La Folletière et d'Orbiquet.
La gare était constituée de deux voies.

## Histoire
La ligne de chemin de fer de Lisieux à Orbec a été déclarée d'intérêt public le 30 avril 1870 et a été mise en service le 2 juin 1873, comprenant donc la gare d'Orbec. La ligne a été prolongée jusqu'à La Trinité-de-Réville le 18 septembre 1882. La gare d'Orbec fut fermée au trafic voyageurs le 19 janvier 1934, avec la totalité de la ligne, et au trafic marchandises le 30 septembre 1956. La ligne d'Orbec à Lisieux est déclassée en 1969.

## Patrimoine ferroviaire
Le bâtiment voyageurs d'origine est toujours présent, réaffecté il est occupé par la société des eaux Saur.